# Schronisko w Jali

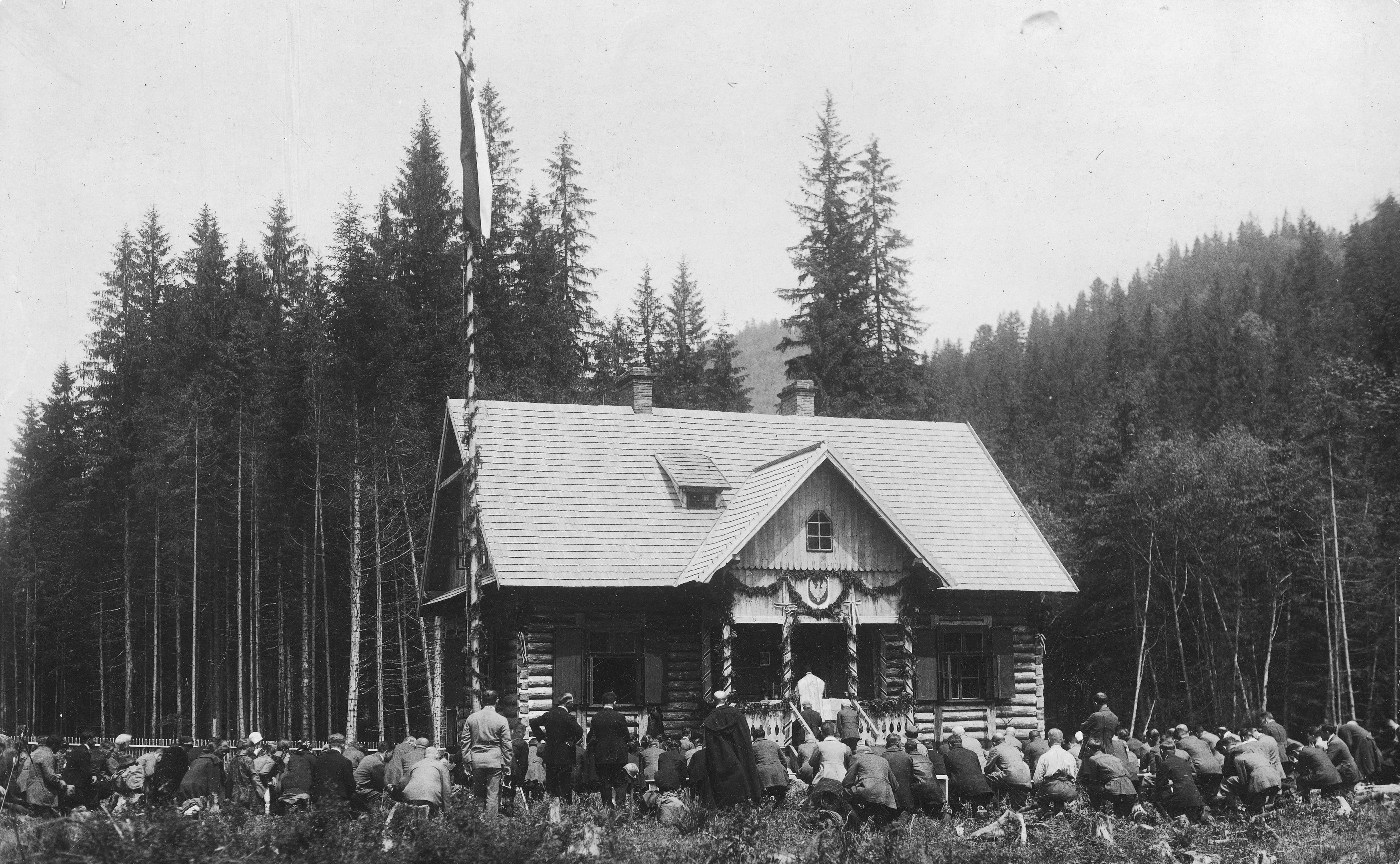
Uroczystość poświęcenia obiektu (1927)

Schronisko w Jali – nieistniejące obecnie schronisko turystyczne Polskiego Towarzystwa Tatrzańskiego położone w dolinie rzeki Łomnicy w Gorganach na wysokości 758 m n.p.m.

## Historia
Plany budowy pierwszego w Gorganach schroniska turystycznego powstały już w 1924 r. Jego inwestorem był Oddział Lwowski Polskiego Towarzystwa Tatrzańskiego (PTT). Na miejsce budowy wybrano okolice gajówki i stacji kolejki leśnej Ryzarnia, położonej ok. 5 km na południe od Osmołody i ok. 2 km na północ od Jali (lub Jały) – miejsca u ujścia potoku Jala (lub Jał) do Łomnicy. Pomimo takiej lokalizacji obiekt określano zwykle mianem Schroniska w Jali (ew. na Jali czy w Jale), niekiedy także Schroniska w Dolinie Łomnicy.
Działkę o powierzchni 3900 m² wydzierżawiono na 25 lat od Nadleśnictwa Lasów Rządowych w Jasieniu, a wiosną 1926 roku rozpoczęto budowę według projektu Adama Lenkiewicza i Maksymiliana Dudryka. Szybko postępujące prace zakończono już 9 października 1926 r., zaś ich koszt wyniósł 15 tys. zł (skorzystano z subwencji Ministerstwa Robót Publicznych w wysokości 1000 zł oraz Zarządu Głównego PTT w wysokości 200 zł). Następnie za kwotę 3 tys. zł schronisko częściowo wyposażono, dzięki czemu 16 czerwca 1927 r. odbyła się uroczystość poświęcenia i oficjalnego otwarcia budynku przy udziale ok. 150 zgromadzonych osób. W październiku 1927 roku wyprawiono ściany wewnętrzne obiektu celem przygotowania go do sezonu zimowego. W tym roku było to jedyne schronisko w  Gorganach.
Na parterze drewnianego budynku znajdowały się trzy pomieszczenia: sala jadalna, kuchnia i duża sypialnia oraz dwie werandy. Na poddaszu mieściły się trzy większe pokoje i jeden mniejszy. Docelowa pojemność schroniska wynosiła 25 miejsc noclegowych, choć początkowo wstawiono jedynie 20 łóżek na metalowych ramach. W 1931 roku zakupiono 10 stolików, ławy (łącznie 14), krzesła. Ściany jadalni ozdabiały fotografie krajobrazowe, m.in. autorstwa Zygmunta Klemensiewicza i Adama Lenkiewicza. Wykarczowaną w 1929 roku działkę otoczono parkanem, założono ogródek warzywny, dookoła zasadzono limby i wiązy, uregulowano także fragment potoku. W latach 30. do schroniska doprowadzono linię telefoniczną i uruchomiono pośrednictwo pocztowe.
Ruch turystyczny w okolicy początkowo był niewielki, jednak z czasem zaczął wyraźnie rosnąć, dzięki czemu w 1931 roku obiekt zaczął przynosić zyski. Ostatecznie placówka cieszyła się sporą popularnością wśród turystów, np. w 1937 r. udzielając 1000 noclegów. Schronisko czynne było przez cały rok. Pierwotnie jego gospodynią była Maria Sodoma, a od czerwca 1931 roku Zofia Marcakowa, żona gajowego z Jali.
Budynek został zniszczony w czasie II wojny światowej przez wycofujące się latem 1941 roku wojska ZSRR (wcześniej zajęty był przez radziecką straż graniczną).

## Szlaki turystyczne
Schronisko stanowiło węzeł szlaków pieszych i punkt wyjścia zarówno na grupę Wysokiej i Ihrowca (Ihrowyszcze) na wschodzie, jak i na grupę Grofy, Parenek i Popadii na zachodzie. Według stanu na 1935 rok z obiektu prowadziły następujące szlaki:
- Główny Szlak Karpacki
  - na Popadię,
    -  odgałęzienie na Mały Kanusiak,
    - odgałęzienie na Wielki Kanusiak[a],
    -  odgałęzienie na Grofę przez połoninę Płyśce,
    -  odgałęzienie na Małą Popadię,

  - na Sywulę przez Wysoką, przełęcz Borewka i Łopuszną,
- do Osmołody,
- na Ruszczynę (Bystrą),
- na Ruszczynę przez Koniec Gorganu i Kruhłą,
- na Kruhłą doliną Bystryka,
- na Popadię przez Petros i Koretwinę[a],
- na Jałową Kłewę[a],
- na Studenec[a][5][7].